# ژائیر بولسونارو
ژائیر بولسونارو (به پرتغالی: Jair Bolsonaro؛ زادهٔ ۲۱ مارس ۱۹۵۵) سیاستمدار برزیلی و رئیس‌جمهور اسبق برزیل است. او از سال ۱۹۹۱ نماینده ریو دو ژانیرو در مجلس نمایندگان برزیل بوده‌است. او عضو حزب سوسیال لیبرال است.
بولسونارو در دوره ۲۷ ساله نمایندگی خود به خاطر مخالفت شدید خود با چپ شناخته شده‌است. قابل توجه تر از همه مخالفت صریح او با ازدواج همجنس‌گرایان، سقط جنین، تبعیض جبرانی، آزادسازی مواد مخدر، اصلاح ارضی، و سکولاریسم است. او اخیراً از سیاست‌های لیبرالیسم اقتصادی حمایت کرده‌است. دیدگاه‌ها و اظهارات مجادله برانگیز او راست تندرو توصیف شده‌است.
در جریان رای‌گیری روز یکشنبه ۲۸ اکتبر ۲۰۱۸ ژائیر بولسونارو از جناح راست در برابر رقیب چپگرای خود فرناندو حداد، به پیروزی دست یافت.

## زندگی‌نامه

### اوایل زندگی
ژائیر بولسونارو در ۲۱ مارس ۱۹۵۵ در ایالت سائو پائولو زاده شد. تبار او بیشتر ایتالیایی و مقداری آلمانی می باشد. پدربزرگ و مادربزرگ مادری‌اش زاده لوکا (ایتالیا) هستند. پدربزرگ و مادربزرگ پدری‌اش اهل ونتو و کالابریا هستند.

### پیشه نظامی
در آخرین سال‌های دبیرستان، بولسونارو به مدرسه مقدماتی ارتش برزیل رفت و سپس وارد دانشکده نظامی سوزن‌های مشکی (Agulhas Negras) برزیل شد. در ارتش او در واحد چتربازان خدمت کرد. افسران مافوقش او را «جاه‌طلب و جنگنده» توصیف کرده‌اند.

### پیشه سیاست
با پیروز شدن در انتخابات شورای شهر در ۱۹۸۸ وارد سیاست شد.
وی در ژوئیه ۲۰۲۳ به دلیل تخلفات انتخاباتی به مدت ۸ سال از نامزدی سیاسی منع گردید.

### کمپین ریاست‌جمهوری ۲۰۱۸
در ۲۲ ژوئیه ۲۰۱۸ بولسونارو نامزد ریاست‌جمهوری انتخابات سراسری برزیل (۲۰۱۸) شد.

## نظرات سیاسی
گفته می‌شود نظرات سیاسی بولسونارو ذاتاً ملی‌گرایانه و پوپولیستی است، او طرفدار سیاست‌های راست تندرو است. با این حال طرفدارانش می‌گویند نگرش‌هایش در راستای محافظه‌کاری سنتی است.